# Víctor Erice

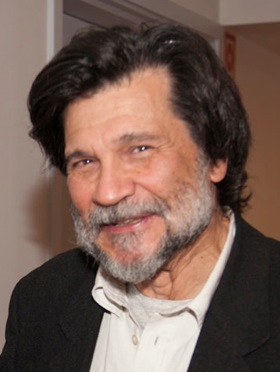
Victor Erice (2013)

Víctor Erice (* 30. Juni 1940 in Karrantza, Bizkaia, Baskenland) ist ein spanischer Filmregisseur.

## Biografie
Nachdem er seine Studien in Jura, Politik- und Wirtschaftswissenschaften abgeschlossen hatte, begann Erice, Regie an der Escuela de Cine in Madrid zu studieren. In den 1960er Jahren arbeitete er als Kritiker (unter anderem für Nuestro Cine) und Drehbuchautor, nebenbei inszenierte er einige Kurzfilme. 1969 realisierte er gemeinsam mit Claudio Guerin und José Luis Egea den Episodenfilm Tödliche Eifersucht.
Mit seinem ersten eigenen Spielfilm Der Geist des Bienenstocks gewann er auf dem Festival Internacional de Cine de Donostia-San Sebastián 1973 die Goldene Muschel, den Hauptpreis des Festivals. Der Film ist im Spanien der 1940er Jahre angesiedelt und zeigt zwei Geschwister, die sich, nachdem sie einen Frankenstein-Film gesehen haben, auf die Suche nach dem künstlichen Menschen machen.
Erst zehn Jahre später erschien sein nächstes Projekt mit dem Titel El Sur (Der Süden), basierend auf einem Roman von Adelaida García Morales. Dieser Film, erneut mit mehreren Auszeichnungen prämiert, erzählt von einem Mädchen, das im Norden Spaniens lebt und von den angeblichen Mysterien des Südens fasziniert ist. 1992 brachte er seinen dritten längeren und bisher letzten Film Das Licht des Quittenbaums heraus, ein Dokumentarfilm über den hyperrealistischen Maler Antonio López. Der Film gewann den FIPRESCI-Preis und den Preis der Jury bei den Internationalen Filmfestspielen von Cannes.
2002 war er neben beispielsweise Jim Jarmusch und Jean-Luc Godard einer der teilnehmenden Regisseure an der Kurzfilmkollektion Ten Minutes Older.
Für eine Ausstellung in Barcelona im Jahr 2006 drehte er den Kurzfilm La morte rouge. Diese Ausstellung, Erice. Kiarostami. Correspondències, widmete sich dem Schaffen Víctor Erices und Abbas Kiarostamis. 2010 wurde er in die Wettbewerbsjury der 63. Filmfestspiele von Cannes berufen.
Im Jahr 2023 erschien sein vierter Spielfilm Cerrar los ojos.

## Filmografie
- 1969: Tödliche Eifersucht (Los desafíos) (Segment 3)
- 1973: Der Geist des Bienenstocks (El espíritu de la colmena)
- 1983: El Sur (Der Süden) (El sur)
- 1992: Das Licht des Quittenbaums (El sol del membrillo)
- 2002: Ten Minutes Older (Episodenfilm, Segment Lifeline)
- 2006: La morte rouge (Kurzfilm)
- 2023: Cerrar los ojos